# فرودگاه زنتان
فرودگاه زنتان (به عربی: مطار الزنتان) یک فرودگاه و پروازگاه ترافیک تجاری در لیبی است.